# Campeonato Italiano de Rugby
El TOP10 es la categoría de mayor nivel del rugby italiano. El primer campeonato italiano tuvo lugar en 1929 y en él participaron 6 de los 16 equipos existentes en Italia. En 2002 el campeonato italiano fue reestructurado de tal forma que los 12 equipos más fuertes tomarían parte en la nueva competición llamada Campeonato Nacional de Excelencia, y las antiguas Series A se convirtieron en la segunda división del rugby italiano. La competición comienza en septiembre y acaba en mayo. Tras una competición a doble vuelta (con partidos en casa y fuera), los cuatro mejores pasan a unos play-offs que deciden quien es el campeón, además aquel equipo que termina último tras la temporada regular, baja a la Serie A.

## Información general
| Denominaciones del Campeonato de rugby de Italia |                                              |
| Divisione Nazionale                              | 1928–29 hasta 1945–46                        |
| Serie A                                          | 1945–46 hasta 1959–60; 1965–66 hasta 1985–86 |
| Serie A1                                         | 1986–87 hasta 2000–01                        |
| Super 10                                         | 2001–02 hasta 2009-10                        |
| Eccellenza                                       | 1960–61 hasta 1964–65; 2010–11 hasta 2017–18 |
| Top12                                            | 2018–2019                                    |
| Top10                                            | 2020–presente                                |

Las ciudades de Parma (en la que juegan el Crociati Rugby y GranDucato Parma Rugby) y Roma (en la que juegan el SS Lazio Rugby y Rugby Roma Olimpic) son las únicas ciudades que tienen dos equipos en la actualidad. Los clubes Treviso, Viadana y Calvisano han dominado el campeonato italiano durante los últimos años, si bien ninguno de estos 3 clubs compiten ahora en el torneo.
El rugby italiano ha evolucionado a lo largo del tiempo; los clubes están mejor equipados, mejor organizados y han comenzado a entrenar mejor a sus jugadores. Hay más dinero de sus patrocinadores y un flujo de jugadores extranjeros (algunos de los cuales han jugado representando a Italia con su selección gracias a las normas de la IRB al respecto) que han mejorado el nivel competitivo de la liga. En 2005 la Federación Italiana de Rugby (FIR) decidió introducir una norma por la que se obligaba a los equipos a convocar al menos a 12 jugadores italianos de los 22 que se compone la plantilla para cada partido. Esto fue un esfuerzo para evitar que los mejores jugadores italianos emigraran a jugar a Francia, cuyo campeonato es más fuerte que el italiano, y dejar así de depender de los clubes ese país para poder hacer las convocatorias de su selección.
En vez de aumentar las normas de juego y que mayor cantidad de medios de comunicación se preocuparan del rugby, los equipos italianos que competían en la Heineken Cup y la European Challenge Cup, que solían perder contra equipos ingleses y franceses que están más asentados, así como, contra los equipos de las provincias y regiones de Irlanda y Gales (ambas participantes en la Liga Celta). Debido a esto, se sugirió hace unos años que los equipos italianos podrían entrar en la Liga Celta, pero esa inclusión no se llevó a cabo hasta más recientemente. El 2008 trajo sorpresas en las competiciones europeas, debido a que los equipos italianos, a merced de unos mayores presupuestos, habían conseguido ganar a los equipos franceses de la parte baja de la tabla, con lo que esto significa que el nivel del Super 10 había evolucionado positivamente pudiéndose así ya enfrentar a equipos de la parte baja de ambas ligas inglesas y francesas de igual a igual.
En la temporada 2010-2011 se produjeron los cambios más importantes en la competición. Con el objetivo de que la selección italiana de rugby (que toma parte en el torneo de las 6 Naciones) se vuelva más competitiva y que los jugadores italianos no emigren al extranjero para competir al máximo nivel, la Federación Italiana de Rugby y la Magners League alcanzaron el acuerdo definitivo para que 2 equipos italianos participen por primera vez en la prestigiosa competición británica, una de las 3 ligas más poderosas de Europa, que hasta entonces había estado compuesta por equipos de Irlanda, Gales y Escocia. En principio se había propuesto que una franquicia basada en Roma y en el estadio Flaminio fuese elegida para participar en la Magners League, pero no se consiguió llegar a un acuerdo. La propuesta de una franquicia basada en Viadana sí consiguió el acuerdo de las instituciones y los clubs involucrados, de tal modo que, con el nombre de Aironi Rugby, esta franquicia debutó en la temporada 2010-2011 de la Magners League, lo que supuso el abandono del Rugby Viadana del Super 10. En vista del fracaso a la hora de crear una franquicia en Roma, se propuso que fuese el Benetton Treviso el que accediese a la plaza restante para competir en la Magners League, aceptando el club del Veneto, lo que supuso su salida del Super 10.
Debido a estos cambios, las plazas reservadas al campeonato italiano para mandar a sus equipos a la Heineken Cup han sido retiradas, ya que serán Aironi Rugby y Benetton Treviso los representantes italianos en la máxima competición continental del rugby. Así las cosas, los 4 equipos mejor clasificados al final de la temporada competirán la siguiente temporada en la European Challenge Cup, segunda competición continental.
Como resultado de la entrada de Aironi Rugby y Benetton Treviso en la Magners League 2010-2011, el campeonato Super 10 baja un peldaño su importancia y se convierte prácticamente en una liga semi-profesional o de formación de jugadores, como son la liga galesa, la irlandesa o la escocesa.

## Formato
El actual formato de las ligas italianas y su estructura es la siguiente:-
- Campeonato Italiano de Élite (Super 10) con 10 equipos
- Serie A: 2 divisiones de 12 equipos que juegan sus partidos a doble vuelta
- Serie B: 4 divisiones de 12 equipos que juegan sus partidos a doble vuelta
- Serie C: divisiones regionales
- Campeonato Sub-19: 3 divisiones de 10 equipos que juegan sus partidos a doble vuelta

## Campeones
| Edición | Edición | Campeón              |
| ------- | ------- | -------------------- |
| 1       | 1928-29 | Rugby Amatori Milano |
| 2       | 1929-30 | Rugby Amatori Milano |
| 3       | 1930-31 | Rugby Amatori Milano |
| 4       | 1931-32 | Rugby Amatori Milano |
| 5       | 1932-33 | Rugby Amatori Milano |
| 6       | 1933-34 | Rugby Amatori Milano |
| 7       | 1934-35 | Rugby Roma Olimpic   |
| 8       | 1935-36 | Rugby Amatori Milano |
| 9       | 1936-37 | Rugby Roma Olimpic   |
| 10      | 1937-38 | Rugby Amatori Milano |
| 11      | 1938-39 | Rugby Amatori Milano |
| 12      | 1939-40 | Rugby Amatori Milano |
| 13      | 1940-41 | Rugby Amatori Milano |
| 14      | 1941-42 | Rugby Amatori Milano |
| 15      | 1942-43 | Rugby Amatori Milano |
| 16      | 1945-46 | Rugby Amatori Milano |
| 17      | 1946-47 | Ginnastica Torino    |
| 18      | 1947-48 | Rugby Roma Olimpic   |
| 19      | 1948-49 | Rugby Roma Olimpic   |
| 20      | 1949-50 | Rugby Parma          |
| 21      | 1950-51 | Rugby Rovigo         |
| 22      | 1951-52 | Rugby Rovigo         |
| 23      | 1952-53 | Rugby Rovigo         |
| 24      | 1953-54 | Rugby Rovigo         |
| 25      | 1954-55 | Rugby Parma          |
| 26      | 1955-56 | Rugby Treviso        |
| 27      | 1956-57 | Rugby Parma          |
| 28      | 1957-58 | Rugby Fiamme Oro     |
| 29      | 1958-59 | Rugby Fiamme Oro     |
| 30      | 1959-60 | Rugby Fiamme Oro     |
| 31      | 1960-61 | Rugby Fiamme Oro     |
| 32      | 1961-62 | Rugby Rovigo         |
| 33      | 1962-63 | Rugby Rovigo         |
| 34      | 1963-64 | Rugby Rovigo         |
| 35      | 1964-65 | Partenope Rugby      |
| 36      | 1965-66 | Partenope Rugby      |

| Edición | Edición | Campeón              |
| ------- | ------- | -------------------- |
| 37      | 1966-67 | L'Aquila Rugby       |
| 38      | 1967-68 | Rugby Fiamme Oro     |
| 39      | 1968-69 | L'Aquila Rugby       |
| 40      | 1969-70 | Rugby Padova         |
| 41      | 1970-71 | Rugby Padova         |
| 42      | 1971-72 | Rugby Padova         |
| 43      | 1972-73 | Rugby Padova         |
| 44      | 1973-74 | Rugby Padova         |
| 45      | 1974-75 | Rugby Brescia        |
| 46      | 1975-76 | Rugby Rovigo         |
| 47      | 1976-77 | Rugby Padova         |
| 48      | 1977-78 | Rugby Treviso        |
| 49      | 1978-79 | Rugby Rovigo         |
| 50      | 1979-80 | Rugby Padova         |
| 51      | 1980-81 | L'Aquila Rugby       |
| 52      | 1981-82 | L'Aquila Rugby       |
| 53      | 1982-83 | Rugby Treviso        |
| 54      | 1983-84 | Rugby Padova         |
| 55      | 1984-85 | Rugby Padova         |
| 56      | 1985-86 | Rugby Padova         |
| 57      | 1986-87 | Rugby Padova         |
| 58      | 1987-88 | Rugby Rovigo         |
| 59      | 1988-89 | Rugby Treviso        |
| 60      | 1989-90 | Rugby Rovigo         |
| 61      | 1990-91 | Rugby Amatori Milano |
| 62      | 1991-92 | Rugby Treviso        |
| 63      | 1992-93 | Rugby Amatori Milano |
| 64      | 1993-94 | L'Aquila Rugby       |
| 65      | 1994-95 | Rugby Amatori Milano |
| 66      | 1995-96 | Rugby Amatori Milano |
| 67      | 1996-97 | Rugby Treviso        |
| 68      | 1997-98 | Rugby Treviso        |
| 69      | 1998-99 | Rugby Treviso        |
| 70      | 1999-00 | Rugby Roma Olimpic   |
| 71      | 2000-01 | Rugby Treviso        |
| 72      | 2001-02 | Rugby Viadana        |

| Edición | Edición | Campeón                |
| ------- | ------- | ---------------------- |
| 73      | 2002-03 | Rugby Treviso          |
| 74      | 2003-04 | Rugby Treviso          |
| 75      | 2004-05 | Rugby Calvisano        |
| 76      | 2005-06 | Rugby Treviso          |
| 77      | 2006-07 | Rugby Treviso          |
| 78      | 2007-08 | Rugby Calvisano        |
| 79      | 2008-09 | Rugby Treviso          |
| 80      | 2009-10 | Rugby Treviso          |
| 81      | 2010-11 | Rugby Padova           |
| 82      | 2011-12 | Rugby Calvisano        |
| 83      | 2012-13 | Rugby Mogliano         |
| 84      | 2013-14 | Rugby Calvisano        |
| 85      | 2014-15 | Rugby Calvisano        |
| 86      | 2015-16 | Rugby Rovigo           |
| 87      | 2016-17 | Rugby Calvisano        |
| 88      | 2017-18 | Rugby Padova           |
| 89      | 2018-19 | Rugby Calvisano        |
| 90      | 2019-20 | Cancelado por COVID-19 |
| 91      | 2020-21 | Rugby Rovigo           |
| 92      | 2021-22 | Petrarca Padova        |
| 93      | 2022-23 | Rugby Rovigo           |
| 94      | 2023-24 | Petrarca Padova        |
| 95      | 2024-25 | Rugby Rovigo           |
| 96      | 2025-26 | A disputarse           |

## Palmarés por equipos
| Equipo            | Campeonatos | Años en los que ganó                                                                                        |
| ----------------- | ----------- | --- |
| Amatori Milano    | 18          | 1929, 1930, 1931, 1932, 1933, 1934, 1936, 1938, 1939, 1940, 1941, 1942, 1943, 1946, 1991, 1993, 1995, 1996. |
| Petrarca          | 15          | 1970, 1971, 1972, 1973, 1974, 1977, 1980, 1984, 1985, 1986, 1987, 2011, 2018, 2022, 2024.                   |
| Benetton Treviso  | 15          | 1956, 1978, 1983, 1989, 1992, 1997, 1998, 1999, 2001, 2003, 2004, 2006, 2007, 2009, 2010.                   |
| Rovigo            | 15          | 1951, 1952, 1953, 1954, 1962, 1963, 1964, 1976, 1979, 1988, 1990, 2016, 2021, 2023, 2025.                   |
| Calvisano         | 7           | 2005, 2008, 2012, 2014, 2015, 2017, 2019.                                                                   |
| Rugby Roma        | 5           | 1935, 1937, 1948, 1949, 2000.                                                                               |
| Fiamme Oro        | 5           | 1958, 1959, 1960, 1961, 1968.                                                                               |
| L'Aquila Rugby    | 5           | 1967, 1969, 1981, 1982, 1994.                                                                               |
| Rugby Parma       | 3           | 1950, 1955, 1957.                                                                                           |
| Partenope         | 2           | 1965, 1966.                                                                                                 |
| Viadana           | 1           | 2002. |
| Rugby Brescia     | 1           | 1975. |
| Ginnastica Torino | 1           | 1947. |
| Mogliano          | 1           | 2013. |